# Borax
Borax (Wallerius, 1748), dříve též tinkal, hydrát tetraboritanu sodného, je jednoklonný minerál.
Název pochází z arabského buraq – bílý. Dřívější název tinkal pochází ze středověku, kdy byl borax do Evropy dovážen z Tibetu.

## Původ
V ložiscích evaporitů, vysrážením ve slaných jezerech, jako výkvěty na půdách v aridních oblastech.

## Morfologie
Krystaly obvykle krátce až dlouze (do 10 cm) prizmatické [001], tabulkovité {100}, často rýhované rovnoběžně s [110]. Tvoří také celistvé agregáty. Dvojčatí vzácně podle {100}.

## Vlastnosti
- Fyzikální vlastnosti: Tvrdost 2 – 2½, křehký, hustota 1,71 g/cm³, štěpnost podle {100} dokonalá, podle {110} méně dokonalá, lom lasturnatý
- Optické vlastnosti: Barva: bezbarvý, šedá, šedobílá, modrá, zelená, bezbarvý v procházejícím světle. Lesk skelný, mastný, průhlednost: průsvitný až neprůhledný, vryp bílý.
- Chemické vlastnosti: Složení: Na 12,06 %, B 11,34 %, H 5,29 %, O 71,32 %. Rozpustný ve vodě a v kyselinách. Před dmuchavkou taje a tvoří průsvitné kuličky. Pokud se do roztavené kuličky přidá nepatrné množství nějaké látky, kulička se zbarví. Tohoto se využívá, jako jednoduchého identifikačního prostředku, pro stanovení prvků, obsažených v látce. Na vzduchu rychle ztrácí vodu, matní a rozpadá se v jemný prášek – tinkalkonit.

## Podobné minerály
- kernit, sassolin

## Parageneze
- natrit, mirabilit, inyoit, ulexit, colemanit, kernit, kurnakovit, trona, attitalit, glauberit, kalcit, nitronatrit, gaylussit, hanksit, halit, sádrovec.

## Využití
Zdroj boru, surovina v chemickém a potravinářském průmyslu, sklářství, papírenství, v zemědělství jako hnojivo a při kovářském svařování a tvrdém pájení jako tavidlo. Pro tyto účely je též připravován uměle.
Dříve se borax používal k ošetřování ovoce a zeleniny proti plísním a byly též odhaleny jeho pozitivní účinky na zdraví kostí a kloubů.

## Naleziště
Řídce se vyskytující minerál.
- Turecko – Eskişehirská provincie, Střední Anatolie – největší ložisko boraxu na světě[3];
- Itálie – Larderello, Toskánsko;
- Ukrajina – bahenní sopka u Bondarenkove, Kerčský poloostrov, Krym ;
- USA – jezera Borax Lake a Clear Lake, Kalifornie; jezero Borax Lake, Oregon;
- Tibet;
- Indie – Ladak;
- a další.